# Kutja

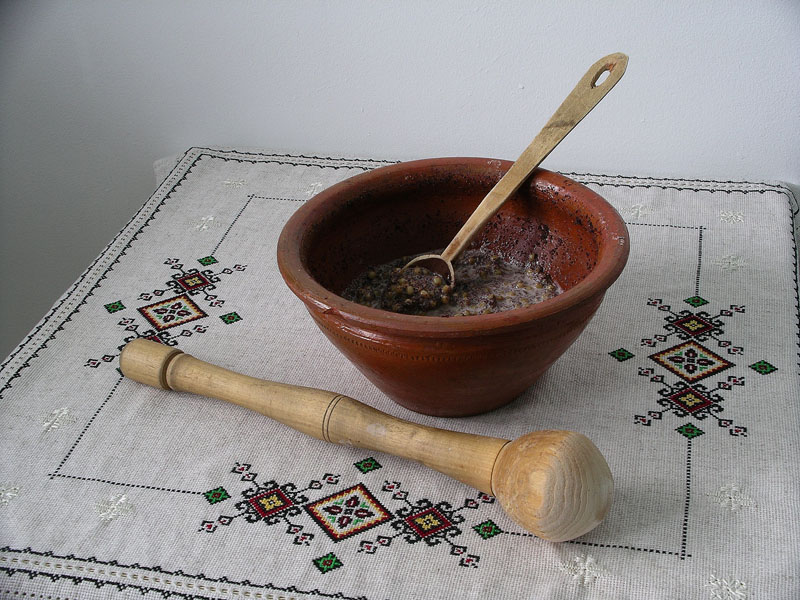
Keramische Schüssel und Holzstampfer für die Zubereitung von Kutja

Kutja (litauisch kūčia, polnisch kutiaⓘ, russisch кутья, коливо, ukrainisch кутяⓘ, belarussisch куцця) ist eine süße Getreidespeise, die hauptsächlich in Russland, der Ukraine, in Litauen (auf Grund der stark vertretenen russischen Minderheit), Belarus und den östlichen Gebieten Polens gegessen wird.
Ursprünglich war Kutja nur in den Ostgebieten Polen-Litauens bekannt. Nach der Umsiedlung 1945 ist sie auch in anderen Teilen Polens bekannt geworden. In Polen isst man Kutja traditionell am 24. Dezember während der Wigilia (12-Gerichte-Essen). In den Ländern orthodoxer Religion wird es traditionell als erstes Gericht der Wigilia zubereitet.
Die Zutaten bestehen aus geschältem und gekochtem Weizen, Honig, gehackten Nüssen, gemahlenem oder zerriebenem Mohn und Rosinen. Sie sollen Hoffnung und Unsterblichkeit, Erfolg, Glück und Ruhe symbolisieren.